# Batalla del Ravi
La Batalla del Ravi (1306) fue el cuarto y último gran intento del Kanato de Chagatai de conquistar el Sultanato de Delhi.
El kan Duwa, gobernante en Transoxiana, ordenó a sus mongoles cruzar el río Indo. En 1306 avanzaron con tres ejércitos, el principal, a las órdenes de Kapak (también llamado Kubak o Kubuk) cruzó cerca de Multán y avanzó hasta el río Ravi; un segundo contingente, al mando de Iqbalmanda, siguió por el sur hasta Nagaur; y finalmente, una tercera fuerza atacó al mando de Taibu. El sultán Alaudín mandó a su general, Malik Kafur, expulsar a los invasores. El kanato permanentemente intentó expandirse hacia la India, pues era la única frontera que tenía para avanzar sin entrar en conflicto con otros mongoles e hizo formidables intentos.
Malik Tughlaq, gobernador de Depalpur, quedó al mando de la vanguardia india, la primera fuerza que entabló contacto con los exploradores mongoles. Su comandante avisó de inmediato a Malik Kafur, que llevó al resto del ejército a enfrentar al invasor. Los mongoles estaban volviendo a su territorio con su botín. Con la ruta de retirada bloqueada, los invasores atacaron para escapar pero acabaron masacrados. El jefe mongol fue capturado y llevado a Delhi, donde es ejecutado por aplastamiento por elefante. Casi todos sus soldados son muertos o capturados.
La fuerza de Taibu fue atacada por sorpresa por Malik Kafur. El comandante mongol logró huir aunque sus seguidores fueron masacrados. Iqbalmanda también fue derrotado, y éste murió en el combate. Sus amir o generales, Hazara y Sada fueron capturados y sufrieron la misma suerte que Kapak.
La victoria fue seguida por una incursión de represalia en el actual Afganistán. El sultán decidió mejorar las fortificaciones que defendían la frontera norte y establecer un ejército permanente (Mustaqim) de 400.000 hombres, divididos en caballería pesada (Murattab) y ligera (Duaspa). La derrota redujo la amenaza mongola en el subcontinente indio a meras incursiones fronterizas hasta los tiempos de Tamerlán.